# أدولف فاغنر
أدولف فاغنر (بالألمانية: Adolf Wagner)‏ هو رباع ألماني، ولد في 27 يونيو 1911 في إسن في ألمانيا، وتوفي في 9 أبريل 1984.

## وصلات خارجية
- أدولف فاغنر على موقع أوليمبيديا (الإنجليزية)